# Ascenseur pour le futur
Ascenseur pour le futur est un livre de science-fiction de Nadia Coste sorti en août 2014.